# Рассвет (Крым)
Рассвет — упразднённое село в Симферопольском районе Крыма, включённое в состав села Красная Зорька, сейчас — юго-восточная часть села на правом берегу Салгира.

## История
Сельхозартель «Рассвет» была создана весной 1924 года, в Сарабузском районе Симферопольского уезда группой бедняков и батраков из села Спат, в количестве 16 человек на конфискованных у кулаков 200 га земли. Вскоре вблизи станции Сарабуз образовалось новое село Рассвет членов сельхозартели. 11 октября 1923 года, согласно постановлению ВЦИК, в административное деление Крымской АССР были внесены изменения, в результате которых был ликвидирован Сарабузский район и образован Симферопольский и село включили в его состав. Согласно Списку населённых пунктов Крымской АССР по Всесоюзной переписи 17 декабря 1926 года, в артели Рассвет, Карача-Кангилского сельсовета Симферопольского района, числилось 8 дворов, все крестьянские, население составляло 35 человек, из них 26 украинцев, 4 русских и 5 немцев.
В 1944 году, после освобождения Крыма от фашистов, 12 августа 1944 года было принято постановление № ГОКО-6372с «О переселении колхозников в районы Крыма» и в сентябре 1944 года в район приехали первые новосёлы (214 семей) из Винницкой области, а в начале 1950-х годов последовала вторая волна переселенцев из различных областей Украины. С 25 июня 1946 года Рассвет в составе Крымской области РСФСР, а 26 апреля 1954 года Крымская область была передана из состава РСФСР в состав УССР. В 1959 году Краснозорькинский сельсовет упразднили и село включили в состав Гвардейского.
Присоединено к селу Красная Зорька между 1968 годом, когда село ещё числилось в составе Гвардейского поссовета и 1977-м, когда Рассвет уже числился в списке объединённых.